# 1192
Năm 1192 là một năm trong lịch Julius.